# Râul Căldăraru
Râul Căldăraru este un râu din România, afluent al râului Glavacioc. 